# Cidariophanes albimargo
Cidariophanes albimargo là một loài bướm đêm trong họ Geometridae.